# Marianne Søndergaard Madsen
Marianne Søndergaard Madsen (født 15. september 1974) er en dansk skuespiller, uddannet på Teaterstudio i Århus i 1999.

## Udvalgt filmografi

### Film
| År   | Titel        | Rolle |
| ---- | ------------ | ----- |
| 2001 | Monas verden | Trine |

### Tv-serier
| År   | Titel           | Rolle              | Note(r)              |
| ---- | --------------- | ------------------ | -------------------- |
| 2000 | Skjulte spor    | Maria, røgdykker   | 5. afsnit            |
| 2011 | Lykke           | Anni               | 8. afsnit "Ræven"    |
| 2013 | Dicte           | Kathrine Møllevang | 2 afsnit             |
| 2020 | Rita            | Majas mor          | 3 afsnit             |
| 2022 | Sygeplejeskolen | Fru Rudolph        | 2. afsnit i 5. sæson |

### Tegne- og animationsfilm
| År   | Titel         | Rolle               |
| ---- | ------------- | ------------------- |
| 2018 | De Utrolige 2 | Kolos & gammel dame |